# Sopwith Tabloid
Sopwith Tabloid và Schneider là một loại máy bay hai tầng cánh của Anh, ban đầu được thiết kế làm máy bay thể thao và sau đó được quân đội sử dụng.

## Biến thể
Tabloid
1914 Schneider Racer
Schneider
Gordon Bennett Racer
Lebed VII
Lebed VIII
Yokosuka Navy Ha-go Small Seaplane

## Quốc gia sử dụng
Anh Quốc
- Quân đoàn Không quân Hoàng gia
- Cục Không quân Hải quân Hoàng gia
- Không quân Hoàng gia

 Nhật Bản

## Tính năng kỹ chiến thuật (Schneider)

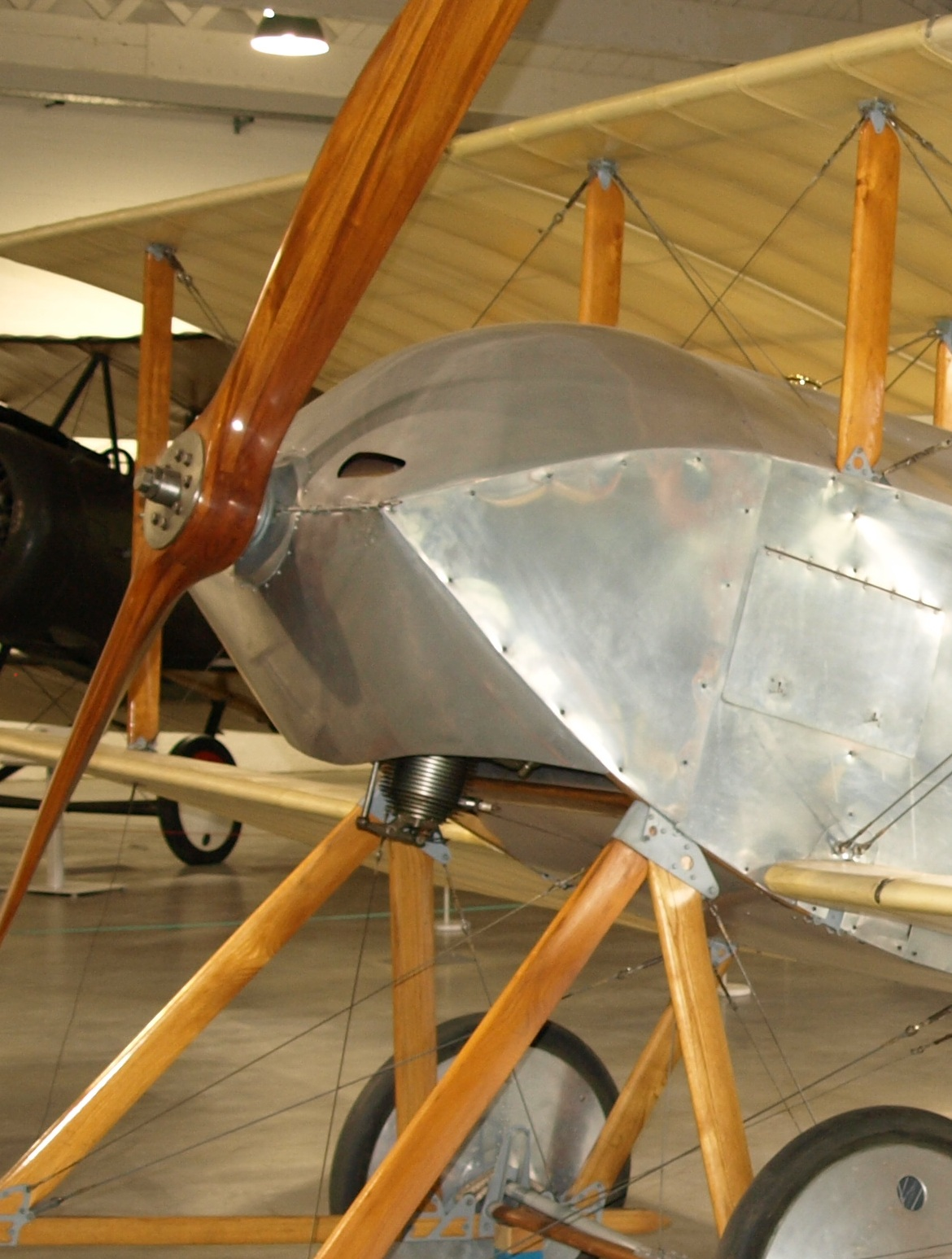
Sopwith Tabloid trưng bày tại Bảo tàng Không quân Hoàng gia.

Dữ liệu lấy từ Sopwith – The Man and His Aircraft
Đặc điểm tổng quát
- Kíp lái: 1
- Chiều dài: 22 ft 10 in (6,96 m)
- Sải cánh: 25 ft 8 in (7,83 m)
- Chiều cao: 10 ft 0 in (3,05 m)
- Diện tích cánh: 240 sq ft[3] (22,3 m²)
- Trọng lượng rỗng: 1.220 lb (555 kg)
- Trọng lượng có tải: 1.700 lb (773 kg)
- Động cơ: 1 × Gnome Monosoupape, 100 hp (75 kW)

 Hiệu suất bay 
- Vận tốc cực đại: 87 mph (76 knot, 140 km/h)
- Tầm bay: 510 km (315 dặm, 275 nm)
- Trần bay: 7.000 ft (2.100 m)
- Lên độ cao 6.500 ft (1.980 m): 15 phút

Trang bị vũ khí

- Súng: 1 × Súng máy Lewis .303 in (7,7 mm)[1]
- Bom: 1× bom 65 lb (30 kg) hoặc 5× bom 20 lb (9 kg)[1]